# Grallaria varia
A Grallaria varia a madarak osztályának verébalakúak (Passeriformes) rendjébe és a hangyászpittafélék (Grallariidae) családjába tartozó faj.

## Rendszerezése
A fajt Pieter Boddaert holland ornitológus írta le 1783-ban, a Formicarius nembe Formicarius varius néven.

## Alfajai
- Grallaria varia cinereiceps Hellmayr, 1903
- Grallaria varia distincta Todd, 1927
- Grallaria varia imperator Lafresnaye, 1842
- Grallaria varia intercedens Berlepsch & Leverkuhn, 1890
- Grallaria varia varia (Boddaert, 1783)

## Előfordulása
Argentína, Brazília, Francia Guyana, Guyana, Paraguay, Peru, Suriname és Venezuela területén honos. Természetes élőhelyei a szubtrópusi és trópusi síkvidéki és hegyi esőerdők. Állandó, nem vonuló faj.

## Megjelenése
Testhossza 18–20,5 centiméter, a hím testtömege 90–121 gramm, a tojóé 122-126 gramm.
|  |

## Életmódja
Gerinctelenekkel táplálkozik.

## Természetvédelmi helyzete
Az elterjedési területe rendkívül nagy, egyedszáma viszont csökken, de még nem éri el a kritikus szintet. A Természetvédelmi Világszövetség Vörös listáján nem fenyegetett fajként szerepel.